# Plecoptera diaperas
Plecoptera diaperas là một loài bướm đêm trong họ Erebidae.